# Самогубства в Південній Кореї
Південна Корея займає перше місце серед 30 країн OECD за рівнем самогубств, причому число самогубств зростає - воно подвоїлося, тільки за першу декаду XXI століття.
Самогубство - основна причина смерті людей молодше 40 років в Південній Кореї.

## Тенденція
Рівень самогубств в Південній Кореї зріс удвічі всього за десять років. Зокрема, Пак і Лестер відзначають, що число самогубств на 100 тис. населення зросло з 6,8 в 1982 році до 28,4 в 2011. За порівняно невеликий термін різко змінилися способи самогубства. Наприклад, кількість отруєнь газом зросло в двадцять разів в період з 2001 по 2012 рік (з 0.4% в 2001 до 8.5% в 2012).

## Портрет жертв
Самогубство - основна причина смерті людей до 40 в Південній Кореї. Проблема, однак, стоїть ще гостріше в більш старших вікових групах. У 2003 році рівень самогубств серед людей у віці 60-74 був в 4,4 рази вище, ніж у віковій групі 15-29 років, а в групі старше 75 років в більш ніж 10,6 рази вище. Понад дві третини з них здійснюються чоловіками.
Найбільш типовими методами в період з 1993-2003 років були повішення і отруєння, на них довелося майже 2/3 всіх випадків.

### Самогубства популярних особистостей
Проблема була помічена південнокорейським урядом після цілої низки випадків, що сталися з відомими особистостями. Так, наклали на себе руки: Президент Но Му Хьон, мільйонерша Лі Юн Хен, професійний бейсболіст Чо Сон Мін, телеведуча Сон Чі Сун, корейські поп-зірки: Кім Джон Хьон (SHINee), U;Nee, Лі Хе Рін, Пак Енг-ха і Чхе Дон Ха, футболісти Юн Гі Вон і Чхон Джон Гван, супермодель Кім Та Уль, і актори Ан Чже Хван, Чон Да Бін, Лі Ин Чжу, Чан Джа Ен, Чхве Джінсіль, Чхве Джіньон (молодший брат Чхве Чжин Сіль), Кім Чжі Ху, У Син Юн, Хан Дже Вон, Чан Дже Вон, Пак Хе Сан, Пак Ен Ха, Чон А Юль і Кім Джон Хак.

## Причини
Із 29 501 випадків, між 2009 і 2010 роками, причини були наступні: психологічний відчай 28,8% (8 489), фізичний біль 22,6% (6 672), економічні труднощі 15,9% (4 690), сімейні негаразди 11,4% (3 363). Якщо казати про молодь, то в більшості випадків це стрес від здачі іспитів.
НКО «Корейська Асоціація по боротьбі з самогубствами» була заснована в грудні 2003 і з 2005 року отримує фінансову підтримку уряду.
Проаналізувавши випадки самогубств аж до 2003 року, Пак і Лестер прийшли до висновку, що безробіття є основним фактором. У Південній Кореї вважається, що піклуватися про літніх батьків повинні їхні діти, проте в сучасній конкурентній економіці це робити все важче і люди похилого віку жертвують собою, таким чином «знімаючи» тягар з молодих.

## Реакція
Уряд Південної Кореї створив спеціальний підрозділ зі 100 чоловік, що проводить моніторинг інтернет і блокує сайти, що поширюють небажані для уряду матеріали.
Пак і Лестер також відзначають, що в Кореї популярна думка полягає в тому, що самогубство - це приватна справа кожного, що ускладнює державне фінансування програм по боротьбі з ним.